# Bågaskatt
Bågaskatt, eller vinterskatt eller skinnskatt, var en ordinarie personlig skatt som under medeltiden och reformationstiden togs ut in natura i viltskinn (ekorrskinn) eller med ett halvt öre av allmogen i Norrland och nuvarande Finland. Bågaskatt skulle betalas av varje man över 15 år som brukade skog och som kunde spänna en pilbåge, och syftar på möjligheten att försörja sig på jakt ("att skoga"). Bågaskatten innebar att jaktregalet inte gällde där skatten togs ut.

## Från skinnskatt till bågaskatt

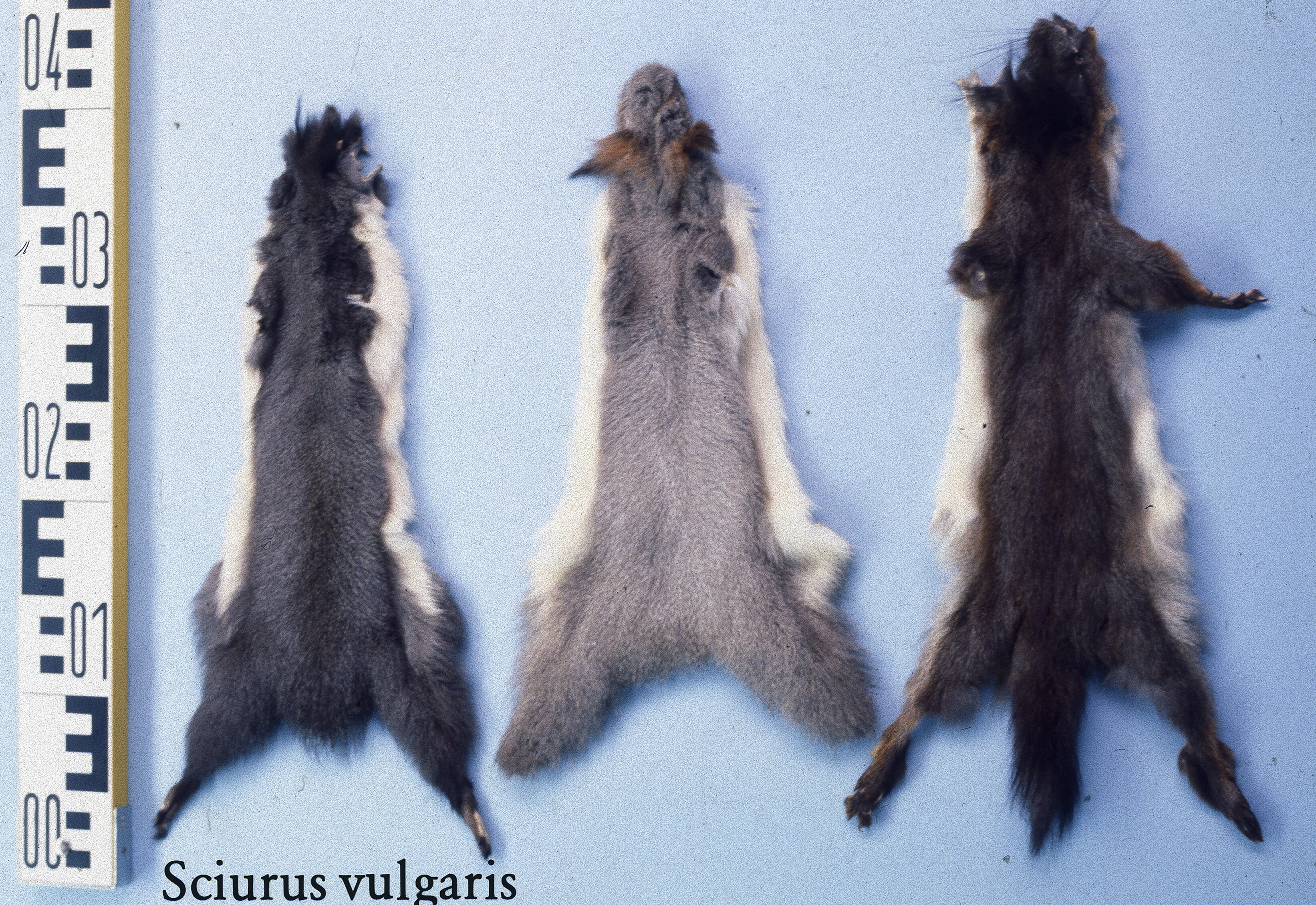
Bågaskatten kunde till en början betalas in natura eller i pengar. Skattesatsen var ett ekorrskinn (gråskinn) per år och vuxen man som kunde spänna en båge. Skinnen på bilden motsvarade alltså tre års skatt för en man.

Skinnskatt nämns i Hälsingelagen Den betalades "för varje båge" i Umeå och Bygdeå och norr om dessa socknar, och medgav den skattskyldige befrielse från ledungsplikten. Å andra sidan fick de också själva försvara sin mark från yttre hot. Mats Berglund skriver 2006 i sin avhandling Gårdar och folk i norr att denna skinnskatt, bågaskatten, uppkom som en kompensation för den frihet från värnplikt som de självägande bönderna hade, men att den framåt 1500-talet i stället hade förvandlats till en jaktskatt.
Första bågeskattelängden är från 1539 och upprättades på uppdrag av Gustav Vasa, och redovisar bönder och deras söner som bedriver jakt. Parallellt med bågaskatten fanns grundskatter på avkastning av odling, jordaskatt, som också kallades sommarskatt, samt kyrkotionde, och extra ordinära skatter. Bågaskattelängder upprättades separat fram till 1600-talet i större delen av Norrland, och finns bevarade årligen tills de avskaffades. Från 1560-talet redovisas bågaskatten gemensamt med jordaskatten, och inte som en separat längd.
Bågaskatten kunde till en början betalas in natura i skinn eller i pengar. I den äldsta bevarade bågaskattelängden från 1539 anges att den avågs "för den som skogsbrukning haver ½ öre /---/ Istället för penningar gives ett gråskinn." Gråskinn var ekorre. 1544 blev det legio att skatten betalades med pengar. Skattskyldig var, enligt 1547 års anvisning, "efter mantalet så att var och en bonde, desslikes deras söner och mågar som i brödet är med bondens, skola vardera göra i sin bogaskatt ½ öre, vilka vone är eller förmå armborst att spänna, skola göra skatt."
Männen som var skattskyldiga kallades bågamantal. Bågaskatten betalades som ordinarie vinterskatt av bönderna i socknarna vid kusten, som dessutom betalade skatt på varor som fisk, smör och tjära. När jordeböcker för bondebefolkningen upprättades på 1500-talet utgicks ifrån bågaskattens längder, och de är därmed föregångare till gårdsregister i Norrland. Från och med 1500-talet betalades alltså bågaskatt på vintern av i princip samma personer som om sommaren betalade skatt enligt jordeböckerna, dock fanns det kvinnliga jordägare som skattade i jordeboken, men dessa finns inte uppförda i någon bågaskattelängd.
Den som "skogade" (jagade) i förtid, det vill säga innan vintern, fick böta. Pilbåge, armborst, snaror och fällor var de vanliga jaktredskapen för dem som betalade bågaskatt, eftersom allmogen inte tilläts jaga med skjutvapen förrän 1702 (de fick då tillåtelse att skjuta "odjur").
Bågaskatten betalades också av bönder i nuvarande Finland.

## Naturaskatt med skinn
Skinnskatt, som motsvarar densamma jaktbeskattning, återinfördes sedan bågaskattelängderna avskaffats under 1600-talet i särskilda kolumner i jordeböcker i en del landskap. Sådan skinnskatt betalades av både bofasta bönder och samer. I Jämtland som då nyligen blivit svenskt, betalades avraden i skinn. Samerna i Jämtland betalade före detta en så kallad "fjällfinneskatt" i skinn, vilket i praktiken är detsamma som skinnskatt men vilket hade ett annat namn. På grund av att pälspriserna sjönk under 1600-talet till följd av nya handelsförbindelser med andra länder, togs skinnskatten bort i Norrland och Dalarna på 1600-talet, och i Jämtland 1653. Bågaskatt fortsatte betalas i Härjedalen till 1848.
In natura-betald skatt i skinn pålades också birkarlarna som avgift för deras verksamhet, innan verksamheten avskaffades. Birkarlarnas sammanlagda avgift uppgick 1528 till åtta mårdskinn och 2280 ekorrskin. Mängden päls som kronan inhöstade gjorde att Gustav Vasa inrättade Kungliga Skinnkammaren, som fanns kvar till 1624, men där förvarades också skinn som kronan inhandlat.
Det finns ytterligare skatter i skinn omnämnda i källorna, även kyrkoskatter. Olofsgärden, som underecknades 1314 i Nora socken i Ångermanland, bestod bland annat av "blaskurit" skinn, vilket brukas tolkas som ekorre eller hermelin. I Härjedalen kunde kyrkoherdarnas lön delvis betalas i ekorrskinn av församlingsborna på 1600-talet.

## Samer
Lappfogdarnas räkneskaper för Pite lappmark 1555 anger att varje "granlapp" ska erlägga tio ekorrskinn eller två pund gäddor, och den ogifte hälften av detta. 1559 skulle samerna i Torneå betala 75 ekorrskinn i skinnskatt, enligt anvisningarna för fogderäkneskaperna.
I början av Erik XIV:s regeringstid på 1560-talet infördes bågaskatt för samerna i Ume lappmark. Denna bågaskatt var antagligen ett lån från kustbygden. Skattskyldigheten var relaterad till de skattandes ålder. När en same blivit 15 år gammal och orkade spänna en båge skulle han första året betala en mård i skatt, andra året två mårdar och tredje året tre mårdar. När han blev gammal och krafterna började sina skulle skatten minskas ett år i sänder från tre mårdar till ingen. Denna skatt gällde fram till 1602, då hertig Karl införde en ny ordning för lappskatten.

## Skinnskatter i andra länder
Skinnskatter fanns från medeltiden och senare i andra länder. På 1200-talet fanns en skinnskatt (i kalvskinn) som bönderna i Øvre Telemark, Norge, betalade till kronan vilket medgav de skattskyldiga rätt att slippa ledungsplikten. 1661 övergick den skatten i kyrkoskatt.
I tsartidens Ryssland tog staten en skinnskatt, kallad jasak, av ursprungsbefolkningen i Sibirien. Vid slutet av 1600-talet uppgick jasak till mellan 5 och 12 sobelskinn per år. Den som kristnades behövde dock inte betala jasak. Efter medeltiden betalade också bönder i Republiken Novgorod skinnskatt, men under mitten av 1500-talet övergick den skatten i penningskatt.